# Mníšek pod Brdy
Mníšek pod Brdy (pronunție în cehă [ˈmɲiːʃɛk ˈpodbr̩dɪ]) este o comună și un oraș din districtul Praga-Vest din regiunea Boemia Centrală a Cehiei. Are o populație de aproximativ 6.300 de locuitori. 
Centrul istoric al orașului și zona Skalka sunt bine conservate și sunt protejate prin lege ca zonă de monument urban. Castelul Mníšek pod Brdy este principalul obiectiv turistic al orașului și cea mai veche clădire din comună.

## Etimologie
Numele Mníšek este un diminutiv al lui mnich, care are sensul de „călugăr” în limba cehă. Atributul pod Brdy înseamnă „sub Brdy⁠(d) ” și se referă la localizarea geografică a orașului la poalele munților Brdy.

## Geografie
Mníšek pod Brdy se află la aproximativ 15 kilometri (9 mi) sud-vest de Praga. Cea mai mare parte a comunei se află în Munții Benešov, doar partea de nord a teritoriului comunei se extinde în Munții Brdy. Cel mai înalt punct al comunei este dealul Skalka aflat la 553 metri (1.814 ft) deasupra nivelului mării. Un sistem de iazuri de pește alimentate din pârâul Bojovský potok este situat în centrul orașului. Cel mai mare corp de apă este iazul Sýkorník aflat în estul zonei de construcții.

## Istorie

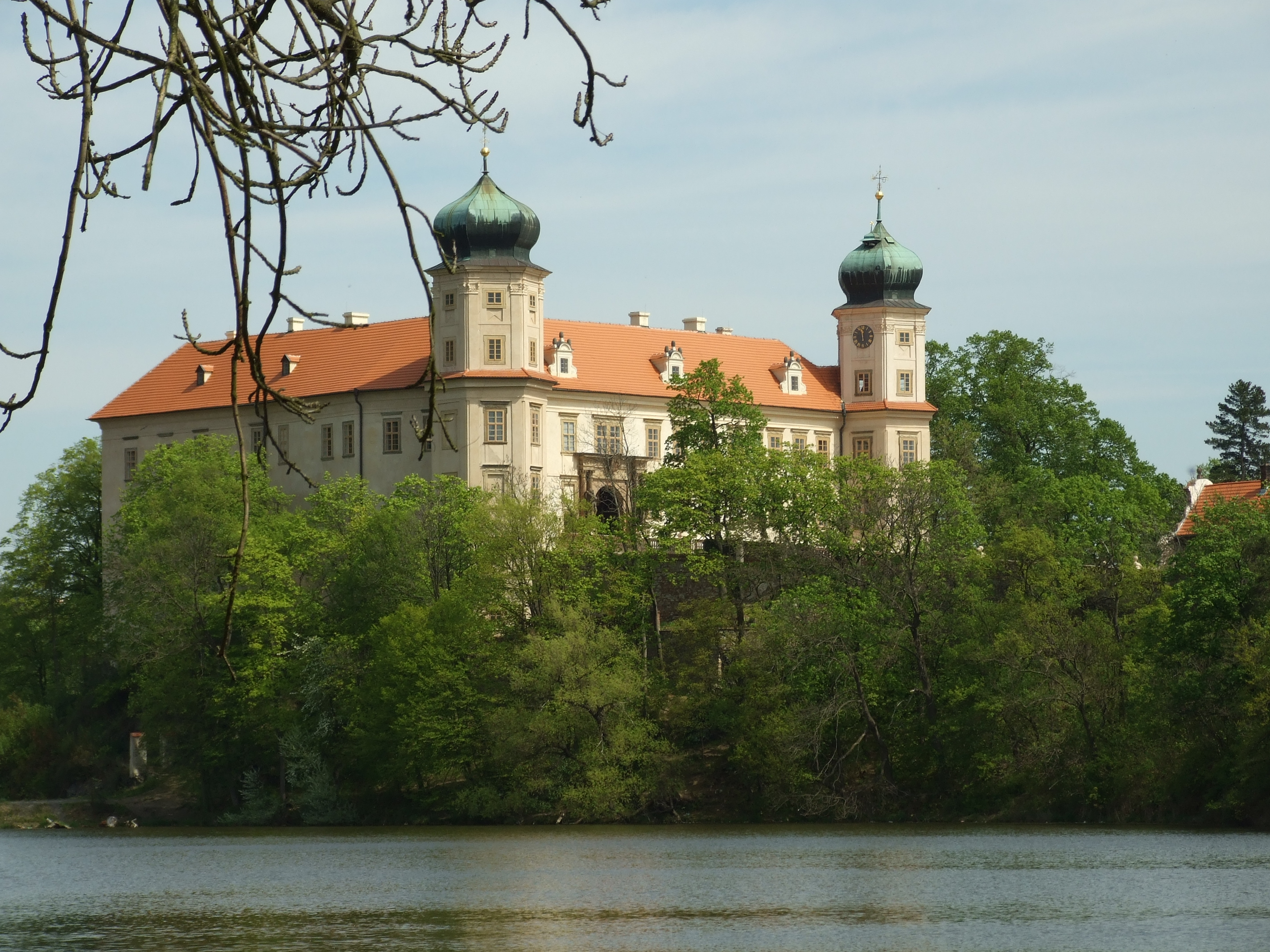
Castelul Mníšek pod Brdy

Prima mențiune scrisă despre Mníšek pod Brdy datează din anul 1348, când a fost menționată existența castelului. Din 1487 până în 1655, moșia a fost deținută de lorzii de Mitrovice⁠(d).
În 1639, în timpul Războiului de Treizeci de Ani, Mníšek pod Brdy a fost avariat și jefuit de armata suedeză condusă de mareșalul Johan Banér⁠(d).
În 1655, moșia a fost cumpărată de Servác Engel de Engelsfluss, un burghez din Praga. Acesta a reparat castelul. Printre următorii proprietari ai moșiei s-au numărat familiile Unvert și Pachta din Rájov.

## Transporturi
Autostrada D4 de la Praga la Písek⁠(d) străbate teritoriul comunei Mníšek pod Brdy.
Mníšek pod Brdy se află pe linia de cale ferată Praga – Dobříš⁠(d). Orașul este deservit de două gări: Mníšek pod Brdy și Rymaně.

## Sport
În Mníšek pod Brdy se organizează un ultramaraton anual pe o lungime de 50 km, care face parte din Cupa Europeană la Ultramaraton.

## Obiective turistice

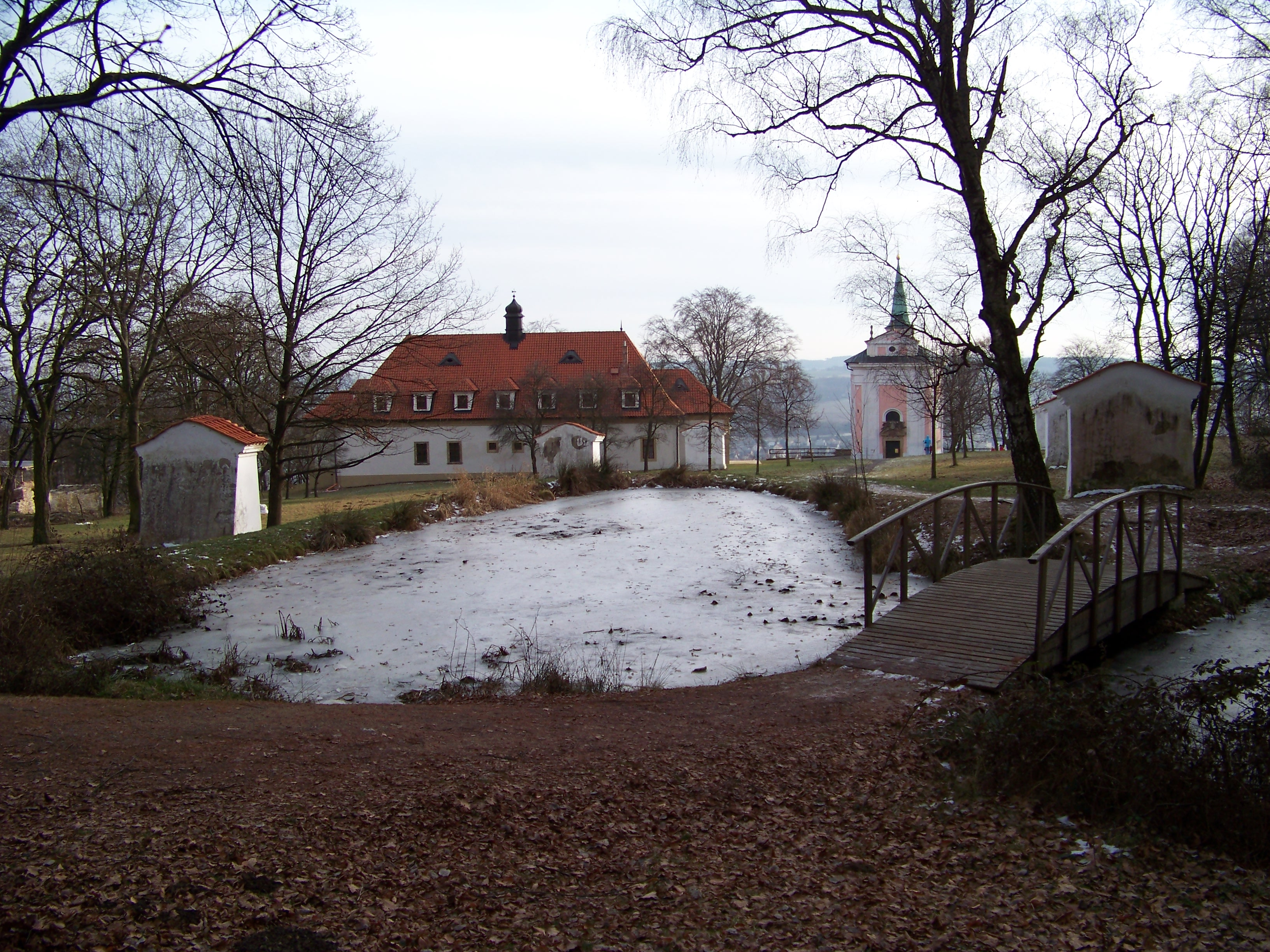
Complexul baroc din Skalka

Castelul Mníšek pod Brdy este principalul obiectiv turistic al orașului și cea mai veche clădire din comună. Include un iaz de pește și un mic parc de castel. Astăzi castelul este în proprietatea statului care organizează tururi cu ghid.
Principalul obiectiv turistic din piața orașului este Biserica Sfântul Venceslau. Aceasta a fost construită între 1743–1756 de un arhitect necunoscut în locul unei biserici care a fost incendiată de armata suedeză în 1639.
Complexul baroc din Skalka se află pe dealul Skalka. A fost construit de Servác Engel din Engelsfluss în secolul al XVII-lea. Include un Paraclis al Sfintei Maria Magdalena, o mănăstire, Calea Crucii și o sihăstrie.